# اوتکینیوو
اوتکینیوو (انگلیسی: Utkineyevo) یک شهرک در شهرستان دیورتیورلینسکی در استان باشقیرستان کشور روسیه است.